# Gesetzlos – Die Geschichte des Ned Kelly
Gesetzlos – Die Geschichte des Ned Kelly (Ned Kelly) ist eine australisch-britisch-französische Filmbiografie aus dem Jahr 2003. Regie führte Gregor Jordan, das Drehbuch schrieb John Michael McDonagh anhand des Romans Our Sunshine von Robert Drewe.

## Handlung
Ned Kelly rettet als Kind im britisch dominierten Australien des 19. Jahrhunderts einen britischen Jungen vor dem Ertrinken und wird öffentlich geehrt. Jahre später wird der zur diskriminierten Bevölkerungsgruppe der Iren zählende Ned fälschlich des Pferdediebstahls angeklagt und verurteilt. Nach drei Jahren entlässt man ihn aus dem Gefängnis.
Etwas später wird Neds Schwester Kate von dem Polizisten Fitzpatrick belästigt. Er stellt ihr bis in das Haus der Kellys nach, wird dort aber schließlich verprügelt und verjagt. In seiner Ehre gekränkt behauptet er, Ned hätte auf ihn geschossen, der jedoch zum Zeitpunkt des Geschehens überhaupt nicht anwesend war. Er hatte vielmehr eine kurze Liebschaft mit der gutbürgerlichen, verheirateten Julia Cook, auf deren Grundbesitz er für einige Zeit gearbeitet hatte. Ned, sein Bruder Dan und seine Freunde Joseph Byrne und Steve Hart tauchen unter. Da Ned für die Polizei nicht auffindbar ist, wird stattdessen seine Mutter verhaftet und später zu drei Jahren Zwangsarbeit verurteilt. Die Polizei findet die Spur der Flüchtigen. Als sie die Polizisten überraschen, wollen diese sich nicht ergeben und Ned tötet drei von ihnen. Daraufhin werden die vier geächtet und hohe Belohnungen für ihr Ergreifen ausgesetzt.
Als Kelly Gang setzen sie sich über Gesetze hinweg und überfallen regelmäßig Banken. Dabei genießen sie die Akzeptanz der Bevölkerung. Die Briten entsenden daraufhin Francis Hare mit dem Auftrag der Verhaftung der Gangmitglieder. Dieser geht mit äußerster Entschlossenheit vor und lässt alle mit Ned in Verbindung stehenden Personen verhaften. Der mit Joseph Byrne befreundete Aaron Sherritt verrät die Gang, wofür er von Byrne erschossen wird.
Die Gang zieht sich in die Kleinstadt Glenrowan zurück, wo sie in einem Gemeinschaftshaus einen Zug mit einer Spezialeinheit der Polizei erwarten. Die geplante Entgleisung des Zuges scheitert, weil ein Einwohner die Aktion verrät. Es kommt zu einer Schlacht gegen die Polizei, bei der sich die Gangmitglieder mit einer Stahlpanzerung gegen die Geschosse schützen. Joseph Byrne wird trotzdem tödlich getroffen, und auch unter der Bevölkerung gibt es etliche Opfer. Dan Kelly und Steve Hart begehen Selbstmord, da sie im von der Polizei gelegten Feuer eingeschlossen sind. Der angeschossene Ned Kelly wird verhaftet und – wie man im Nachspann erfährt – am 11. November 1880 erhängt.

## Kritiken
Erin Free schrieb in der Zeitschrift The Hollywood Reporter vom 18. März 2003, der Film sei eine „exzellente historische Sage“, die unter dem Gewicht der geschichtlichen Ereignisse nicht zusammenbreche. Er sei genauso durch das Charisma von Heath Ledger wie auch durch Gregor Jordans Mischung von Action und Charakteren getragen. Free lobte die „reiche, glänzende“ Kameraarbeit, die dem Film eine „selten gesehene Tiefe“ verleihe. Die Darsteller würden einheitlich „exzellente Leistungen“ liefern.
David Stratton schrieb in der Zeitschrift Variety vom 27. März 2003, der Film sei „eindrucksvoll inszeniert“ und in dunklen Tönen gehalten. Er wirke authentisch, was australisches Publikum ansprechen würde; seine Chancen in den anderen Ländern seien fragwürdig. Heath Ledger gebe eine „imposante Figur“ als charismatischer Gesetzesloser.

## Auszeichnungen
Die Kostümdesignerin Anna Borghesi und der Produktionsdesigner Steven Jones-Evans gewannen im Jahr 2003 den Australian Film Institute Award. Der Film erhielt sieben weitere Nominierungen für den gleichen Preis, darunter für Heath Ledger, Orlando Bloom, den Regisseur Gregor Jordan, den Drehbuchautor John Michael McDonagh, den Kameramann Oliver Stapleton und den Filmeditor Jon Gregory.
Heath Ledger, Joel Edgerton, John Michael McDonagh und Oliver Stapleton wurden im Jahr 2003 für den Film Critics Circle of Australia Award nominiert. Der Produktionsdesigner Steven Jones-Evans gewann 2003 einen IF Award, für den außerdem Oliver Stapleton nominiert wurde. Der Film wurde 2005 für den Tonschnitt für den Golden Reel Award nominiert.

## Hintergründe
Der Film wurde in Melbourne und einigen anderen Orten des australischen Bundesstaates Victoria gedreht. Er spielte in den Kinos weltweit ca. 6,2 Millionen US-Dollar ein.
Die Geschichte der Bande um Ned Kelly wurde bereits als Die Geschichte der Kelly-Bande aus dem Jahr 1906 verfilmt, welcher als der erste Langfilm der Filmgeschichte gilt. Die erhaltenen etwa 17 Minuten des Filmmaterials befinden sich auf der Liste des Weltdokumentenerbes der UNESCO. Später folgten zahlreiche weitere Verfilmungen, darunter im Jahr 1970 Kelly, der Bandit von Tony Richardson mit Mick Jagger in der Titelrolle.